# Tây Hiếu
Tây Hiếu là một xã thuộc thị xã Thái Hòa, tỉnh Nghệ An, Việt Nam.
Xã Tây Hiếu có diện tích 24,13 km², dân số năm 1999 là 6.957 người, mật độ dân số đạt 288 người/km².